# Karaúlnoie
Karaúlnoie (en rus: Караульное) és un poble de l'óblast d'Astracan, a Rússia, segons el cens del 2010 tenia 810 habitants.